# Текмале
 Текмале — деревня в Азнакаевском районе Татарстана. Входит в состав Учаллинского сельского поселения.

## География
Находится в юго-восточной части Татарстана на расстоянии приблизительно 10 км по прямой (18 км по автодорогам) к северо-востоку от районного центра города Азнакаево и в 4,5 км к западу от центра сельсовета, села Учалле.

## История
Основана в 1920-х годах в составе Азнакаевской волости Бугульминского кантона Татарской АССР. В 1930 году — посёлок Такмаклы Уразаевского сельсовета Тумутукского района. С
30 октября 1931 года — в Азнакаевском районе, с 10 февраля 1935 года — в Тумутукском (в 1948 году — посёлок Текмале Учаллинского сельсовета), с 16 июля 1958 года вновь в Азнакаевском районе (в 1963—65 годах в Альметьевском сельском районе).
В 1931 году организован колхоз «Ишкеево», в 1951 году вошедший в состав колхоза «Уразман» села Учалле (с 1998 года — СПК «Уразман»). С 2009 года деревня находится в составе ООО «Агрофирма «Азнакай».

## Название
Происходит от чувашского слова Тĕкмелĕ название с.-х. орудия, тын, частокол.

## Население
По переписи 2010 года в деревне жило 46 человек (26 мужчин, 20 женщин). В 2002 году — 51 человек (31 мужчина, 20 женщин).
| 1926 | 1938 | 1949 | 1970 | 1979 | 1989 | 2002 | 2010 |
| ---- | ---- | ---- | ---- | ---- | ---- | ---- | ---- |
| 94   | 137  | 150  | 47   | 60   | 41   | 51   | 46   |

### Национальный состав
В 1930 и 1948 годах преобладали татары. По переписи 2002 года в национальной структуре населения татары составляли 98 %. В 2015 году также проживали татары.

## Инфраструктура
Имеются кладбище (площадь — 0,4 га, заполненность 50 %) и ферма крупного рогатого скота.